# Енотаевское викариатство

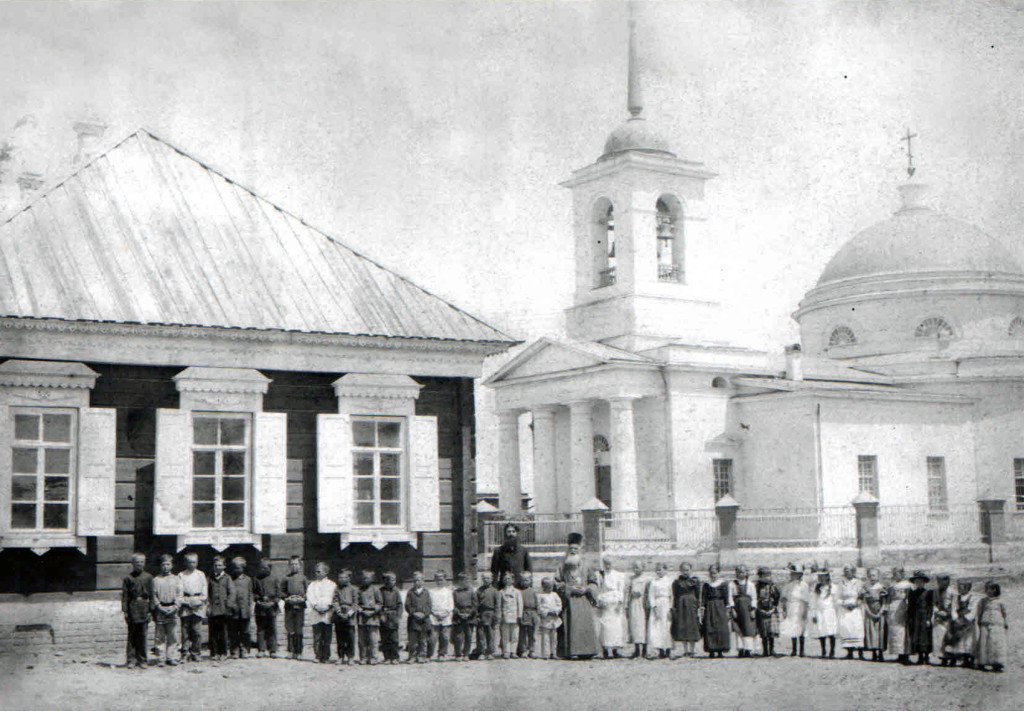

Енота́евское викариа́тство — упразднённое викариатство Астраханской епархии Русской православной церкви.

## История
Образовано 5 сентября 1917 года, когда викарием Астраханской епархии с титулом «Енотаевский» был назначен епископ Леонтий (фон Вимпфен). Название оно получило по городу Енотаевск. Обязанностью викария была помощь правящему архиерею в управлении Астраханской епархией. Епископы Енотаевские пребывали в Астрахани.
С 1931 года Енотаевская кафедра не замещалась.

## Епископы
- 2 сентября 1917 — 26 сентября 1918 — Леонтий (фон Вимпфен)
- 3 октября 1919 — март 1920 — Анатолий (Соколов)
- июнь 1920 — июль 1922 — Анатолий (Соколов)  ушёл в обновленчество
- 1926—1928 — Стефан (Гнедовский)
- 24 февраля — 18 июня 1931 — Алексий (Орлов)